# Landesgrenze (Greiz)
Landesgrenze ist eine Siedlung des Stadtteils Cossengrün/Hohndorf/Schönbach der Stadt Greiz im Landkreis Greiz in Thüringen. Der Weiler gehört zur Gemarkung Hohndorf.

## Lage und Name

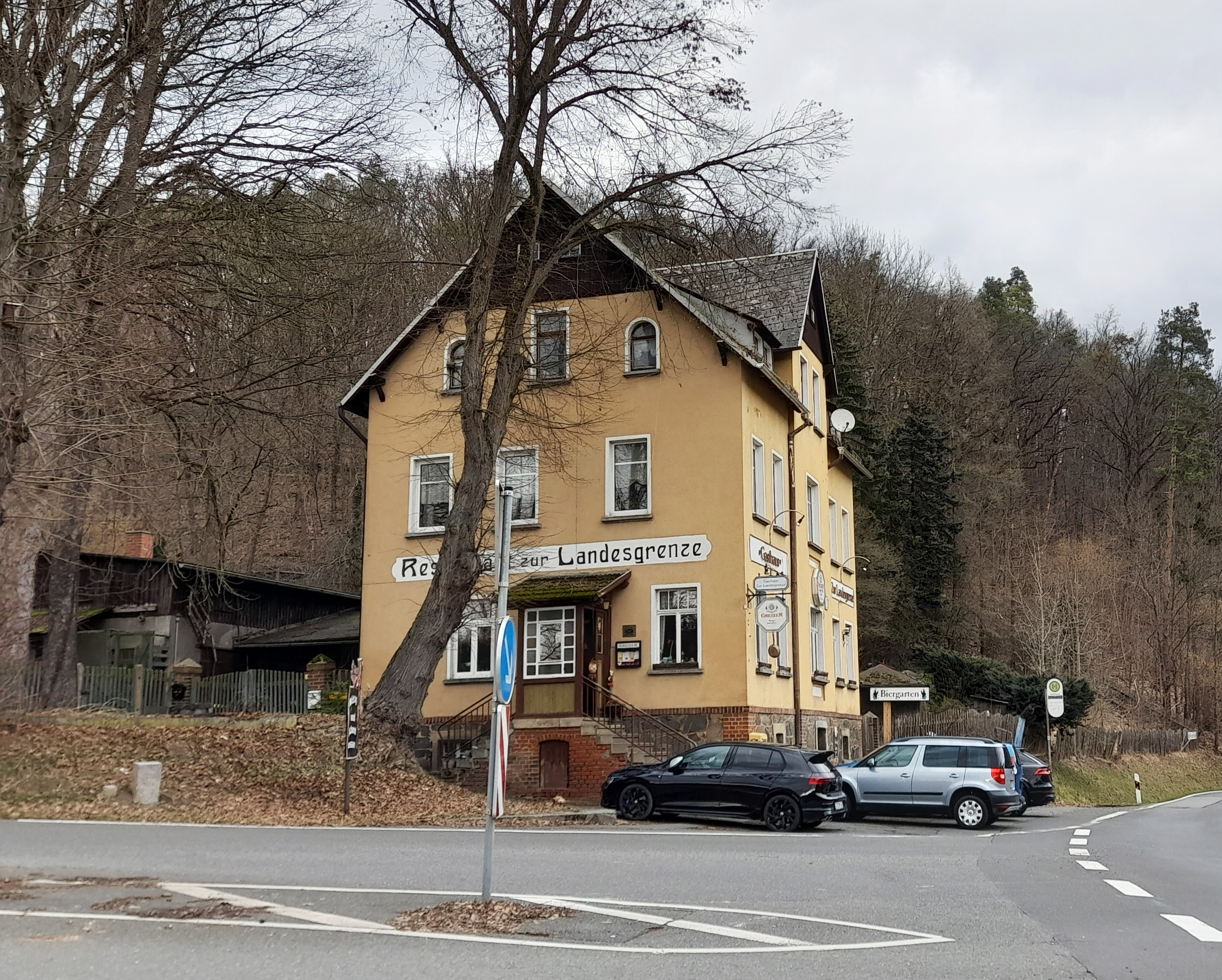
Restaurant Zur Landesgrenze bei Hohndorf (Greiz)

Landesgrenze liegt an einer Kreuzung der Bundesstraße 92 mit der L 2342 und der K 202 und am Zusammenfluss des Rumpelbachs mit dem Triebitzbach. Hohndorf liegt nördlich und Elsterberg östlich der Siedlung. Die ebenfalls zur Gemarkung Hohndorf gehörige Siedlung Steinermühle liegt flussaufwärts des Triebitzbachs im Westen.
Die Name der Siedlung resultiert aus dem Umstand, dass sie nur wenige Meter von der Grenze zu Sachsen entfernt liegt. Die B 92 führt hier für ca. 350 Meter über Thüringer Boden und besitzt einen für die Umgebung wichtigen Knotenpunkt.

## Geschichte
In der Siedlung liegt das Gasthaus „Zur Landesgrenze“. Zum Siedlungsgebiet gehören daneben hauptsächlich Einfamilienhäuser, die an der L 2342 liegen.
Landesgrenze gehörte früher zur Gemeinde Hohndorf, welche 1997 ein Teil der neuen Gemeinde Vogtländisches Oberland wurde. Am 31. Dezember 2012 löste sich diese auf, woraufhin die Siedlung zur Stadt Greiz kam.

## Verkehr
Die den Ort Landesgrenze tangierende Bundesstraße 92 verläuft auf diesem Abschnitt zwischen Elsterberg und Plauen. An der Kreuzung beginnen die L 2342 nach Bernsgrün und die K 202 über Hohndorf nach Pansdorf. Die dortige Haltestelle wird von der Linie 2 der Personen- und Reiseverkehrsgesellschaft Greiz unter der Woche täglich von Bussen nach Bernsgrün, Cossengrün, Elsterberg und Greiz sowie von der Schulbuslinie 401 des Verkehrsverbundes Vogtland bedient.